# П'єтро I (юдик Арбореї)
П'єтро I (італ. Pietro I; — 1195) — 13-й юдик (володар) Арборейської юдикату у 1186—1195 роках.

## Життєпис
Походив з династії Лакон-Серра. Син Баризона II, юдика Арбореї, та Пеллегріни де Лакон. Дата народження невідома. У 1186 році після смерті батька успадкував трон. Втім невдовзі його мачуха Агальбурса підтримала права на трон Угоне, сина Сініспелли, що була донькою Баризона II. П'єтро I вирішив спиратися на допогу Пізи, коли його суперник звернувся до Барселонського графства і Генуезької республіки. На бік П'єтро I став Костянтин, син співюдика Костянтина II.
У 1187 році виступив проти Торхіторіо III, юдика Кальярі, підтримавши військові дії пізанців проти цього володаря.
1189 року зумів укласти мирний договір з Генуєю, визнавши її зверхність. Зрештою після протистояння П'єтро I був оголошений головним юдиком (в низки джерел його називають юдик-автократор — за візантійським звичаєм). Його співправителем став Угоне I і Костянтин III. Останній помер до 1195 року.
1191 році спільно з Кальярський юдикатом виступив проти Костянтина II, юдика ТОрресу, але зазнав невдачі. 1192 року останній в союзі з Вільгельмом Салусіо IV, юдиком Кальярі, завдав поразки П'єтро I, внаслідок чого Арборейський юдикат фактично було розділено між переможцями. В північній частині від імені Угоне I став панувати Костянтин II Торреській, в іншій — владу отримав Вільгельм Салусіо. У 1194 році за посередництва генуезців було укладено союз з Торресом і Арбореєю, внаслідок чого П'єтро I зміг стати одноосібним правителем, остаточно закріпивши свій статус після початку війни між Кальярськимі Торреським юдикатами.
1195 року сам П'єтро I виступив проти Вільгельма Салусіо IV, юдика Кальярі (той перед тим переміг Торрес), проте зазнав поразки. Юдик Арбореї разом з сином Баризоном потрапив у полон. Вільгельм Салусіо IV перебував у полоні до самої смерті у 1206 року, померши в Ористано або Пізі.

## Родина
Дружина — Якобина
Діти:
- Баризон (д/н—1217), юдик Кальярі

1 бастард